# V-air EVENING RADIO SHOW PLEASURE×PLEASURE
『V-air EVENING Radio Show PLEASURE×PLEASURE』（ブイエアー・イブニング・レディオ・ショー プレジャー・プレジャー）は、1999年4月1日から2004年9月30日までエフエム山陰 (V-air) で放送されていたラジオ番組である。
甲斐田貴之がパーソナリティを務めていた平日夕方の音楽番組で、週4日間の帯で放送。音楽を主とする構成を取りつつも毎回ニュース・交通情報・天気予報を伝えたりと、ワイド番組的な要素も併せ持っていた。

## 放送時間
いずれも日本標準時。
- 月曜 - 木曜 17:00 - 19:00[1]
- 月曜 - 木曜 17:00 - 18:50[2]
- 月曜 - 木曜 17:15 - 18:50[3][4]
- 月曜 - 木曜 17:15 - 19:55[5]

## タイムテーブル
- 17:15 Opening
- 17:30 PLE×PLE HEADLINE
- 17:35 PLE×PLE TRAFFIC REPORT
- 17:40 PLE×PLE BRAND NEW SINGLE
- 17:47 PLE×PLE WHETHER[要検証 – ノート] REPORT
- 18:21 PLE×PLE TIME MACHINE
- 18:26 PLE×PLE MUSIC ELECTION
- 18:42 PLE×PLE SPORTS & WHETHER[要検証 – ノート]
- 18:53 PLE×PLE SEVEN
- 18:55 山陰中央新報ニュース
- 19:00 PLE×PLE SEVEN（答え合わせ）
- 19:27 PLE×PLE HEADLINE & WHETHER[要検証 – ノート]
- 19:30 PLE×PLE☆STYLE
- 19:50 Ending

## コーナー
PLE×PLE HEADLINE
ニュース。
PLE×PLE Chart Junction
日替わりの最新音楽ランキングを紹介する。17:15スタートとなってからは放送なし。
PLE×PLE TRAFFIC REPORT
交通情報。
PLE×PLE BRAND NEW SINGLE
発売が予定されているシングル曲から、いずれか1曲をピックアップしてオンエアしていたコーナー。
PLE×PLE WHETHER REPORT
気象情報。
PLE×PLE TIME MACHINE
過去のヒット曲をオンエアしていたコーナー。洋楽・邦楽は問わなかった。
PLE×PLE MUSIC ELECTION
携帯サイト上に予め掲示された3曲から、リスナーの投票が最も多かった1曲のみをオンエア。投票の締め切りは「PLE×PLE TIME MACHINE」開始時まで。
PLE×PLE SPORTS & WHETHER
スポーツニュースと気象情報。
PLE×PLE SEVEN
1日1問のみのクイズコーナー。7時に答え合わせをし、クイズに関係する曲が流される。これに正解しても何かプレゼントを貰えるわけではなかった。
PLE×PLE☆STYLE
曜日ごとに異なるアーティストが登場する5分程度のコーナー。以下に挙げるのは、このコーナーにレギュラー出演していたアーティストである。一度降板したアーティストが期間限定で再登場することもあった。
- 月曜：175R、Jackson vibe
- 火曜：スネオヘアー、川嶋あい
- 水曜：コブクロ
- 木曜：大塚愛、BUMP OF CHICKEN